# بورسیه‌های غیرقانونی وزارت علوم ایران

بورسیه‌های غیرقانونی در ایران موضوعی جنجالی میان دولت و مجلس ایران بود که از دلایل استیضاح و عزل رضا فرجی دانا از سمت وزیر علوم شده بود. چنان‌که اولین بار مجتبی صدیقی معاون وزیر علوم و رئیس سازمان امور دانشجویان ۴ خرداد ۱۳۹۳ در یک نشست خبری مدعی تخلف بیش از ۳۰۰۰ دانشجوی بورسیه شد. یک سال پس از اتهام وارده و پس از بررسی‌هایی که توسط کمیسیون اصل نود مجلس شورای اسلامی صورت گرفت محمد پورمختار، رئیس کمیسیون اصل نود طی نامه‌ای به وزارت علوم به صورت رسمی اعلام کرد که بجز ۳۶ مورد که مندرجات خود را خلاف واقع درج نموده‌اند سایر بورسیه‌های اعطاء شده قانونی و طبق روال بورسیه می‌باشد.
در این خصوص آیت‌الله علی خامنه‌ای رهبر جمهوری اسلامی ایران نسبت به نحوه بیان این موضوع انتقاد کرد و گفت «یکی از غلط‌ترین کارهایی که در این یکی دو سال اخیر اتّفاق افتاد، این مسئلهٔ بورسیه‌ها بود» و سپس ادامه داد در این ماجرا به خیلی‌ها ظلم شد و این کار هم خلاف قانون بود و هم خلاف تدبیر.
با این حال برخی خبرگزاری‌ها عمداً یا سهواً عبارت «به خیلی‌ها ظلم شد» را با عبارت «به عده‌ای ظلم شد»
جایگزین کردند در حالیکه این عبارت عیناً در دقیقه بیستم سخنرانی ایشان در این صوت شنیده می‌شود.
اولین بار مجتبی صدیقی مدعی تخلف بیش از ۳۰۰۰ دانشجوی دکتری و اعلام کرد: " ۱۸۸۴ مورد تبدیل بورس خارج به داخل شدند از این تعداد ۲۲۸ نفر معدل کارشناسی زیر ۱۴ داشتند. معدل کارشناسی ارشد ۳۰۵ نفر از تبدیل به داخل کنندگان زیر ۱۶ بوده‌است. در مقابل نام ۲۳۵ نفر هیچ عددی به عنوان معدل ذکر نشده است. شرط سنی ۳۳ سال دربارهٔ ۳۲۵ نفر رعایت نشده است. ۱۸۳ نفرهم در پرونده خود سند محضری برای تعهد خدمت نسپرده‌اند. اگر چه حتی رضا فرجی دانا در جلسه استیضاح خود این موضوع را صریحاً رد می‌کند و می‌گوید «لفظ تخلف ۳۰۰۰ تا را نگویید زیرا همه این سه هزار نفر که تخلف نکرده‌اند، بلکه در این تعداد تخلفاتی صورت گرفته که ما با هر تخلفی قاطعانه برخورد می‌کنیم»
بعداً ادعای تخلف دانشجویان بورسیه به سمت عدم شرکت در آزمون سوق پیدا کرد در حالیکه مطابق قانون اعزام دانشجو به خارج از کشور و بر اساس دستورالعمل اعطاء بورس دکتری، دانشجویان نخبه بدون شرکت در آزمون کتبی می‌توانند برای دوره دکتری یا بورس درخواست دهند این در حالیست که همه دانشجویان بورسیه بر خلاف ادعای نامبردگان حداقل دو آزمون شفاهی (مصاحبه) را طی کرده بودند. همچنین محمدرضا رضوان طلب آمار بورسیه‌های غیرقانونی دولت دهم را ۳۷۰۲ نفر بیان کرد در حالیکه رضا فرجی دانا -وزیر علوم وقت- در روز جلسه استیضاح خود در مجلس شورای اسلامی دربارهٔ دانشجویان بورسیه گفت: «در مجموع ۷۰۳ نفر فاقد شرایط لازم هستند» و حسن مسلمی نائینی در خصوص ادعاهای بدون سند مدعیان تخلف گفت اگر تخلفی شده سند آن را ارائه دهید و از نظر حقوقی اثبات کنید.
در گزارش دقیقی که پیک بامدادی از ابتدای ماجرای بورسیه‌ها و اتهام غیرقانونی به آن‌ها منتشر کرد نه تنها این اتهام توسط محمدرضا پور مختار -رئیس کمیسیون اصل نود- باطل اعلام می‌شود بلکه رضا فرجی دانا در جلسه استیضاح خود با صراحت آن را رد می‌کند و سپس ماجرای بورسیه‌های وزارت علوم را یک رویداد کاملاً سیاسی معرفی می‌کند.

## نوع و تعداد بورسیه‌ها
1. تبدیل به داخل: ۱۸۶۷ نفر
2. مربیان: ۱۰۱۱ نفر
3. ایثارگران: ۱۶۵ نفر
4. اعزام به خارج: ۷۲۹ نفر

- جمع کل: ۳۷۷۲ نفر[۲۰]

## استیضاح وزیر علوم
در حالیکه نمایندگان مجلس بارها استیضاح رضا فرجی دانا را مسائل سیاسی و نه بورسیه‌ها بیان کردند. برخی موضوع بورسیه‌ها را عامل اصلی استیضاح وزیر علوم می‌دانند چنان‌که حامد قادرمرزی، نایب رئیس فراکسیون دانشگاهیان مجلس خبر داد ریشه استیضاح رضا فرجی‌دانا وزیر پیشین علوم در افشاگری وزارت علوم دربارهٔ بورسیه‌های غیرقانونی بوده‌است. تذکر: لینک حاوی این محتوا نیست
فرجی دانا در جلسه استیضاح خود، دفاع از افشای بورسیه های غیرقانونی را تلاش برای «جلوگیری از رانت خواری و حفظ تداوم آرامش در دانشگاه» نامید و با گفتن اینکه در صورت رای اعتماد دوباره این راه را ادامه خواهد داد اعلام کرد: «۲۲۲ نفر با معدل پایین تر از حد لازم لیسانس بورسیه شدند، ۲۲۲ نفر نیز معدل ارشدشان کم بوده و اگر فرمول های الحاقی را در نظر بگیریم ۳۱۴ نفر فاقد معدل لازم هستند و ۵۰۶ نفر شرایط سنی کافی ندارند و از این تعداد برخی همپوشانی دارد و در مجموع ۷۰۳نفر فاقد شرایط لازم هستند.»

## لغو بخشی از بورسیه‌ها
در دوم آبان ۱۳۹۳ وزارت علوم، تحقیقات و فناوری ایران با انتشار اطلاعیه‌ای از لغو بورس دکترای ۸۴۰ نفر خبر داده و اعلام کرده که احتمال لغو بورس ۱۲۴۱ نفر دیگر نیز وجود دارد. لغو بورسیه به این معنی است که آن‌ها باید هزینه تحصیل در دانشگاه را خودشان بپردازند و پولی هم که تاکنون از محل بورسیه گرفته‌اند را به دولت پس بدهند. روابط عمومی وزارت علوم، تحقیقات و فناوری با انتشار گزارش مفصلی در این باره، تأکید کرده که اگر این ۱۲۴۱ نفر تا بهمن ماه نتوانند از دانشگاه‌ها «اعلام نیاز» برای عضویت در هیئت علمی دانشگاه را بگیرند باید با «با هزینه شخصی» ادامه تحصیل دهند.
محمدعلی نجفی سرپرست وزارت علوم در ۴ آبان ۱۳۹۳ (۲۶ اکتبر) در نشست خبری دربارهٔ تخلفات صورت گرفته در پرونده بورسیه‌ها گفت: «یک گروه بورسیه‌های خود را تبدیل به داخلی کرده‌اند که باید شرایطی مانند شرکت در آزمون زبان و پذیرش از سوی دانشگاه که مورد تأیید وزارت علوم باشد را می‌گذراندند که هیچ‌کدام از این فرایندها طی نشده است. بر اساس بررسی‌ها ۱۸۶۰ نفر تخلف انجام داده‌اند و از این عده ۵۰۸ نفر حتی شرایط اولیه آیین‌نامه را نداشته و ۳۶ نفر نه تنها شرایط را نداشته‌اند بلکه اطلاعات دروغ ارائه داده‌اند که همگی آنان هم اینک از دانشگاه اخراج شده‌اند.» وی همچنین از ارسال پرونده‌های افراد متخلفی که از بورسیه‌های غیرقانونی استفاده کرده بودند به مراجع قضایی و هیئت‌های انتظامی، دستگاه‌های اجرایی و هیئت‌های علمی خبر داد.

### نوع بورسیه‌ها، تعداد و تصمیم وزارت علوم
- تبدیل به داخل: ۱۸۶۷ نفر بوده‌اند که بورس ۸۴۰ نفر لغو و باید مبالغ دریافتی را بازگردانند، باقی‌مانده نیز تا ۱۵ بهمن برای دریافت اعلام نیاز از دانشگاه‌ها فرصت خواهند داشت
- مربیان: ۱۰۱۱ نفر بوده‌اند که تصمیم‌گیری دربارهٔ ۴۴۸ نفر بر عهده دانشگاه‌ها و مابقی ادامه بورس
- ایثارگران: ۱۶۵ نفر بوده‌اند که ۲۳ نفر لغو بورس و بقیه در حال تصمیم‌گیری
- اعزام به خارج: ۷۲۹ نفر بوده‌اند که همگی بورس تحصیلی‌شان ادامه می‌یابد
- جمع کل: ۳۷۷۲ نفر بوده‌اند که ۲۹۰۹ نفر ادامه بورسیه (۷۷ درصد) و ۸۶۳ نفر (۲۳ درصد) لغو بورسیه

## ردپاهای به جای مانده از مسئولان دولت احمدی‌نژاد در اعطای بورسیه‌ها
محمدعلی نجفی سرپرست وزارت علوم گفت: «در دوره گذشته یک نفر در وزارت علوم به تنهایی ۷۵۰ نفر و مسئول دیگری ۹۰ نفر را برای اعطای بورسیه معرفی کرده‌است. همچنین فهرست بلندی از افرادی که با روابط خاص بورسیه دریافت کرده‌اند در دست من است که این فهرست را فقط به رئیس جمهوری تقدیم خواهم کرد.» به گزارش سحام‌نیوز، عامل بورس گرفتن۷۵۰ نفر از این افراد شخصی به نام غلامرضا خواجه‌سروی" بوده که در دولت احمدی نژاد با عنوان "معاون فرهنگی" کامران دانشجو در وزارت علوم فعالیت کرده‌است.

### فرزندان برخی از مقامات جمهوری اسلامی
غلامرضا خواجه‌سروی، برای فرزندان برخی از مقامات، بورسیه «جور» کرده‌است. پیگیری بورسیه‌ای برای دختر علی اکبر ولایتی، با اخذ نظر مثبت کامران دانشجو، از نمونه‌هایی است که سبب شده دختر ولایتی، بدون داشتن شرایط اولیه دریافت بورس در فهرست بورسیه‌ها قرار بگیرد. درمیان افراد بورسیه شده نام‌های منصوره مصلحی (دختر حیدر مصلحی وزیر سابق اطلاعات)، محمد بشیر صدیقی فرزند مجتبی صدیقی معاون وزیر علوم، زینب رضوان طلب فرزند محمدرضا رضوان طلب معاون وزیر علوم، حنانه سادات صفوی (دخترسید یحیی رحیم صفوی فرمانده سابق سپاه پاسداران و دستیار ارشد رهبر ایران)، سلماامی فرزند مشاور وزیر علوم، محمد آقاسی (داماد یحیی رحیم صفوی)، حسن اشتری (فرزند سردار حسین اشتری جانشین فرمانده نیروی انتظامی جمهوری اسلامی ایران)، زهرا موسوی گرکانی (فرزند آیت‌الله موسوی گرکانی رئیس دیوان عالی کشور)، سید نظام موسوی (مدیر عامل خبرگزاری فارس)، محسن پیرهادی (عضو کنونی شورای شهر تهران)، مهدی پیرهادی (داماد حمیدرضا ترقی عضو شورای مرکزی حزب موتلفه اسلامی) دیده می‌شود.  سارا دانشجو ( دختر کامران دانشجو) علاوه بر بورس درنهایت به استخدام دانشگاه تریبت مدرس به عنوان هیات علمی درامد.
محمود صادقی نماینده مردم تهران درمجلس به لیست ۹۸ نفره از آقا و آقازاده که نامشان در پرونده بورسیه‌های غیرقانونی وزارت علوم آمده است اشاره کرد و گفت: در این لیست که در اختیار من است از نماینده مجلس، فرماندار، فرزند امام جمعه، فرزند و داماد پروین احمدی‌نژاد، مدیرکل روابط عمومی، فرزند مشاور وزیر علوم، فرزند رئیس دانشگاه وجود دارد. افرادی با معدل ۱۳.۳ ، ۱۲.۱۷و کبر سنی متولد سال ۱۳۴۵، معدل ۱۲.۴۶ کبر سن متولد ۱۳۵۳ و... انواع و اقسام افراد وجود دارد. آیا مسئولیت آن را می‌پذیرید؟ چگونه می‌خواهید روز قیامت پاسخگو باشید.

## گزارش وزارت علوم
اطلاعیه در چهار بخش اصلی تنظیم شده‌است؛ در بخش نخست چگونگی به وجود آمدن و روند اعطای بورسیه‌های غیرقانونی روشن شده‌است، بخش دوم به چگونگی آشکار شدن و ورود نهادهای نظارتی به مسئله اختصاص یافته، بخش سوم سیاست‌ها و اقدامات وزارت علوم را تشریح می‌کند و در بخش آخر نیز نتایج اقدامات و سیاست‌ها اعلام می‌شود. در اطلاعیه وزارت علوم، گاه به صراحت و گاه در لفافه، در چند بند به در نظر گرفتن ملاحظات سیاسی و اجتماعی در بررسی این عملکرد غیرقانونی دولت‌های نهم و دهم اشاره شده‌است و حتی در مقدمه اطلاعیه گفته شده‌است که در بررسی، افراد به صورت یک کل یکپارچه نگاه نشده و سعی بر آن بوده‌است با تفکیک بخش‌های مختلف حداکثر اغماض نسبت به مجموع آنان در نظر گرفته شود. برای مثال در بخش آخر اطلاعیه که دربارهٔ وضعیت بورسیه‌های اعزام به خارج توضیح داده می‌شود، آمده‌است که: «گرچه تعدادی از بورسیه‌های اعزامی به خارج فاقد شرط معدل یا سن می‌باشند اما با توجه به این که دوره بورس بیش از نیمی از آن‌ها به اتمام رسیده و در مورد مابقی هم، قطع ارز و بورس ایشان می‌تواند تبعات اجتماعی و سیاسی نامطلوبی به دنبال داشته باشد، مصوب شد که ضمن کنترل کیفیت تحصیل و سازوکارهای قبل از اشتغال آن‌ها در دانشگاه‌ها، بورس آن‌ها ادامه یابد.»
با توجه به اطلاعات بخش نخست، مشخص می‌شود که در دولت‌های نهم و دهم، بورسیه‌های اعزام به خارج به جای برگزاری آزمون از روش «فراخوان» و بر اساس دستورالعمل‌هایی به افراد خاص تعلق گرفته‌است. براساس این دستورالعمل‌ها شرکت کنندگان در فراخوان باید به وسیلهٔ یکی از دانشگاه‌ها، وزارت علوم یا سایر دستگاه‌ها (عملاً رؤسای دانشگاه‌ها، معاون فرهنگی اجتماعی وزارت علوم، مدیر کل بورس و اعزام و یک تشکل دانشجویی) برای ورود به چرخه بورس معرفی شوند و افراد فاقد این معرفی نامه‌ها حتی در صورت دارا بودن صلاحیت علمی و اخلاقی فوق‌العاده، از دریافت بورس محروم بوده‌اند. علاوه براین، در بعضی سال‌ها، برای پذیرش متقاضیان با معدل‌های کمتر، فرمول‌های داخلی بدون اعلام در فراخوان‌ها اعمال شده‌است. دربارهٔ تبدیل بورس خارج به داخل نیز تعداد قابل توجهی برای اعزام به خارج کشور از طریق فراخوان پذیرش شده و بلافاصله بدون هیچ اقدامی برای دریافت پذیرش علمی از دانشگاه‌های معتبر خارجی، بورس آن‌ها به بورس تحصیلی داخل بدون شرکت در آزمون دکتری تبدیل می‌شده‌است. بدین ترتیب عده‌ای از متقاضیان با معرفی به دانشگاه‌های داخل و با پرداخت شهریه، در دوره‌های دکترا مشغول به تحصیل شده‌اند. مصاحبه‌های انجام شده برای پذیرش متقاضیان، در قالب فرم‌هایی صورت گرفته‌است که با نحوه توزیع امتیازات علمی و عمومی در آنها، امکان قبولی با حداقل امتیاز علمی نیز وجود داشته باشد و فراتر از آن، مصاحبه در مواردی به وسیلهٔ اشخاصی غیر متخصص در رشته داوطلب انجام گرفته‌است. علاوه بر این، پذیرش دانشجو برای اعزام به خارج در رشته‌هایی همچون زبان و ادبیات فارسی، تاریخ انقلاب اسلامی ایران، فقه و حدیث، مدرسی انقلاب اسلامی، نهج البلاغه، معارف اسلامی و رشته‌های مشابه صورت پذیرفته‌است. این اقدامات حتی باعث اعتراض رئیس وقت سازمان امور دانشجویان که مسئول اهدای بورس‌هاست شد و موجب شد که کامران دانشجو، وزیر وقت علوم، در جلسه‌ای بگوید: «روش پذیرش از طریق تبدیل به داخل، نه تنها تبعیض‌آمیز نیست بلکه عین عدالت است. افرادی که وفاداری خود را در برهه‌های حساس و صحنه‌های مختلف انقلاب نشان داده‌اند بایستی در اولویت باشند. تفاوت بر اساس عملکرد افراد است. اگر تفاوت قائل نشویم، تبعیض و ظلم آشکار است.»
بند دیگری از بخش نخست به بورسیه شدن مربی‌های دانشگاه می‌پردازد. مربی‌های دانشگاه به‌طور عمده فارغ‌التحصیلان دوره کارشناسی ارشد هستند که در بخش‌های مختلف آموزشی دانشگاه به کار مشغولند. ادامه تحصیل مربیان دانشگاه‌ها تا قبل از سال ۱۳۸۹ بر اساس آئین‌نامه مصوب با احراز شرایط علمی یعنی برخورداری از ۶۰٪ امتیازات ارتقای اعضای هیئت علمی، داشتن وضعیت استخدامی رسمی آزمایشی یا قطعی باحداقل ۳ سال سابقه کار و شرط سنی امکان‌پذیر بوده‌است؛ ولی دستورالعمل ادامه تحصیل مربیان دانشگاه‌ها در سال ۸۹ با حذف شرایط علمی فقط داشتن شرط سنی و یک سال سابقه کار، حتی مربیان پیمانی و طرح سربازی را هم دربرگرفته‌است. نتیجه آنکه مربی تنها با کمتر از ۶ ماه حضور به صورت پیمانی در دانشگاه برای استفاده از بورس معرفی شده و ظرف چند ماه در دوره دکتری دانشگاه‌های بزرگ مشغول به تحصیل شده‌است. با وجود تغییرات متوالی در آیین‌نامه‌ها و دستور العمل‌ها، باز هم انتخاب برخی از افراد بگونه‌ای بوده که در هیچ‌کدام از این دستورالعمل‌ها نمی‌گنجیده است. این نکته به معنی قدرت بی حساب و کتاب در اهدای بورسیه‌ها در دوران احمدی‌نژاد است. برای مثال مسئولی در وزارت علوم خارج از اختیارات مرسوم و قانونی و براساس روابط فردی یا سلیقه‌ای ۷۵۰ نفر را برای بورسیه معرفی کرده‌است یا در جایی دیگر، مدیری از مجموعه آموزش عالی عملاً مشکلات خانوادگی خود را از راه اعطای بورس به بدترین شیوه حل و فصل کرده و دامنه این بی نظمی اداری به بورسیه شدن چند نفر در یک خانواده تسری یافته‌است.
گزارش وزارت علوم پیگیری دربارهٔ بورسیه‌ها را در «جهت صیانت از کیفیت و اعتبار علمی دانشگاه‌ها و رعایت دیسیپلین علمی و قانون و مبارزه با فساد اداری و علمی» اعلام کرده‌است. این وزارتخانه با جزئیات دربارهٔ تخلفات صورت گرفته در بورسیه‌ها توضیح داده و نشان داده که گروهی بدون رعایت قوانین و ضوابط و بدون داشتن صلاحیت علمی، شرایط سنی و معدل به عنوان بورسیه پذیرفته شده‌اند. وزارت علوم می‌گوید که «پذیرش برخی افراد با معدل‌های به مراتب پائین تر و اعطای امتیاز استخدام به عنوان هیات علمی به آن‌ها مسلماً تأثیر ناگواری بر آموزش عالی و جریان تولید علم در آینده خواهد داشت.» در این گزارش تأکید شده که برخی از افراد در رشته‌هایی به خارج فرستاده شده‌اند که مورد نیاز کشور نیست و مثال آورده شده که فردی برای تحصیل در رشته مطالعات اندونزی به استرالیا فرستاده شده‌است. علاوه بر آن گروهی نیز در رشته‌های «ادبیات فارسی، تاریخ انقلاب اسلامی، فقه و حدیث، مدرسی انقلاب اسلامی، نهج البلاغه، معارف اسلامی و رشته‌های دیگر» به عنوان بورسیه اعزام به خارج پذیرفته شده‌اند که هدف «دورزدن آزمون دکتری و معرفی عده‌ای به دانشگاه‌های داخل بوده‌است.» علاوه بر این تأکید شده که معدل افراد در دوره‌های لیسانس و فوق لیسانس بر اساس خوداظهاری بوده ولی بعد مدارک ارائه شده آن‌ها نشان داده که معدل آن‌ها بسیار پائین‌تر از رقم اصلی آن بوده‌است. در این گزارش بر این که «برخوردهای سلیقه‌ای و اعمال نفوذهای شخصی، بروز فساد و رشد ویژه خواری» را فراهم کرده، تأکید شده‌است. در گزارش وزارت علوم به عنوان نمونه آمده که یک مسئول وزارت علوم «خارج از اختیارات مرسوم و قانون اقدام به معرفی بیش از ۷۵۰ نفر بر اساس روابط فردی یا سلیقه‌ای» به صورت بورسیه کرده‌است. این وضع به گونه‌ای است که در گزارش تأکید شده که دامنه این بی نظمی اداری به حدی بوده که حتی چند نفر از یک خانواده نیز بورسیه شده‌اند. وزارت علوم تأکید کرده‌است که در مورد مدیران و مسئولانی که «با سؤ مدیریت و بی مبالاتی در بررسی پرونده‌ها موجب بروز خسارت‌های حیثیتی و مالی به وزارت علوم، تحقیقات و فناوری و برخی داوطلبان استفاده از بورس تحصیلی شده‌اند از طریق مراجع ذی‌صلاح قانونی پیگیری لازم انجام خواهد شد.»

## واکنش جواد هروی
جواد هروی می‌گوید پروندهٔ تخلفات بورسیه‌های دانشگاهی "پیچیده" نیست و متخلفان نیز معلوم‌اند. او از تعلل در پیگیری پرونده گله کرد و گفت نگران است این پرونده نیز مثل دیگر پرونده‌های مفاسد اقتصادی پیگیری نشود.
هروی از وزارت علوم، تحقیقات و فناوری خواست تا هرچه زودتر نتیجهٔ بررسی‌ها را به شکل شفاف اعلام و در اختیار قوهٔ قضائیه قرار دهد.
به گزارش روزنامه شرق چاپ تهران، جواد هروی، عضو کمیسیون آموزش در مجلس ایران دربارهٔ اینکه آیا قرار است مماشاتی دربارهٔ قرائت اسامی نماینده‌های حاضر در فهرست بورسیه‌ها صورت گیرد، می‌گوید: «با هیچ‌کس تعارف نداریم، اسامی خوانده خواهد شد. منتظریم ببینیم کمیته شکل‌گرفته چه خواهد کرد اما اگر بنا بر مماشات باشد، بدون شک شخصاً اسامی را اعلام می‌کنم.»